# Club Portugalete
Der Club Portugalete ist ein spanischer Fußballverein aus Portugalete im Baskenland. Der Verein wurde 1909 gegründet und trägt seine Heimspiele im Estadio La Florida aus, welches Platz für 3.000 Zuschauer bietet.

## Geschichte
Die Geschichte des Club Portugalete geht bis in das Jahr 1899 zurück, als das Fußballspiel über englische Einwanderer nach Portugalete und ins Baskenland kam, so wurde der erste Verein Athletic de Portugalete gegründet. Im Jahr 1909 wurden einige Sportvereine unter dem Namen Club Deportivo Portugalete vereinigt, der als offizieller Gründungsverein des heutigen Club Portugalete zählt.
Im Jahr 1915 erreichte der Verein erstmals die höchste Spielklasse in der Campeonato Regional Norte. Im gleichen Jahr wurden die Ligen im Baskenland umstrukturiert und Portugalete musste die Liga wieder verlassen, was gleichzeitig dazu führte, dass der Spielbetrieb im Verein vollständig eingestellt wurde. Im Jahr 1921 kam es zur Neugründung der Fußballabteilung und der Verein firmierte unter dem Namen Portugalete Futbol Club, später als Portugalete Chiqui und zur Zeit des Franquismus dann als Nuevo Club Portugalete.
1951 gelang Portu erstmals der Aufstieg in die dritthöchste Spielklasse Spaniens, der Tercera División, nachdem man zuvor viele Jahre in den Regionalligen verbracht hatte. Der Verein konnte die Liga für einige Saisons halten, stieg aber wieder in die Regionalligen ab. Bis zum Jahr 2001 konnte man immer wieder in die Tercera División aufsteigen, welche zwischenzeitlich zur vierten Liga wurde, aber sich nur selten Plätze in der oberen Tabellenhälfte erspielen. In der Saison 2004/05 konnte man die Gruppe 4 der vierten Liga erstmals als Meister abschließen und so an den Playoffs zur Segunda División B teilnehmen, wo auch der Aufstieg gelang. Als 19. der zweiten Gruppe musste man nach nur einer Saison wieder den Abstieg in die vierte Liga hinnehmen, wo man seitdem verblieb, sich aber immer Plätze unter den ersten vier erspielte, was jedes Mal die Zugangsberechtigung zu den Playoffs zur dritten Liga mit sich brachte. Die Saison 2007/08 konnte man auch wieder als Meister abschließen, verpasste aber den Aufstieg in der ersten Runde der Playoffs gegen den CD Don Benito. In der Saison 2009/10 scheiterte man erst in der Finalrunde der Playoffs am FC Getafe B. Begünstigt durch den Ausschluss von B-Mannschaften qualifizierte sich Portu als Tabellenzweiter aber für die Copa del Rey 2010/11, wo man erst in der Runde der letzten 32 am Erstligisten FC Getafe scheiterte.

## Erfolge
- Meister Tercera División: 2004/05, 2007/08